# 普拉德洪
普拉德洪，是西班牙拉里奥哈自治区的一个市镇。总面积32平方公里，总人口3359人（2001年），人口密度105人/平方公里。